# Кошорке, Альбрехт
Альбрехт Кошорке (нем. Albrecht Koschorke; род. 13 сентября 1958, Кастеллаун) — немецкий филолог и культуролог.
Изучал литературоведение, философию, историю искусства, этнологию в Мюнхенском университете. В 1989 г. защитил диссертацию. В 1991—1993 гг. преподавал в Вюрцбургском университете, в 1994—1997 гг. в Свободном университете Берлина, где в 1997 г. габилитирован. В 1998—2000 гг. был гейзенберговским стипендиатом Немецкого научно-исследовательского общества. С 2001 г. профессор новейшей немецкой литературы и общего литературоведения в Констанцском университете.
Научная биография Кошорке началась с монографии о Леопольде Захер-Мазохе (нем. Leopold von Sacher-Masoch. Die Inszenierung einer Perversion; 1988). Из последующих трудов Кошорке выделяется книга «Святое Семейство и его наследие» (нем. Die Heilige Familie und ihre Folgen; 2000, английский перевод 2003), в котором устройство Святого семейства и отношения между его членами рассматриваются как модельные для западного культурного конструкта семьи, прослеживаясь вплоть до персонажей сериала «Звёздные войны». Обратившись к общетеоретическим вопросам, Кошорке выпустил монографию «Правда и вымысел. Основы всеобщей нарративной теории» (нем. Wahrheit und Erfindung. Grundzüge einer allgemeinen Erzähltheorie; 2013, английский перевод 2018). Наконец, значительный резонанс вызвала книга Кошорке «„Моя борьба“ Адольфа Гитлера. К поэтике национал-социализма» (нем. Adolf Hitlers Mein Kampf. Zur Poetik des Nationalsozialismus; 2016, переведена на английский, португальский и турецкий языки). Среди книг, в которых Кошорке выступил редактором или составителем, — сборник «Диктаторы пишут» (нем. Despoten dichten. Sprachkunst und Gewalt; 2011, русский перевод 2014, английский перевод 2017), посвящённый поэтическому творчеству тиранов XX века.
Действительный член Европейской академии (2014).